# Genesis Mining
Genesis Mining é uma empresa que vende contratos de mineração na nuvem para bitcoin e é atualmente uma das maiores empresas de mineração nuvem do mundo.  A empresa está ativa na comunidade Bitcoin e é frequentemente vista em eventos em todo o mundo, incluindo em Paris , Nova Zelândia, Los Angeles, Nova York, Hong Kong. 

## História
A empresa foi formada após os três sócios fundadores perceberam que havia uma necessidade de um provedor para mineração na nuvem de forma legítima em uma indústria cheia de empresas fraudulentas.  De lá, eles partiram para oferecer serviços de mineração na nuvem para usuários ativos e novos usuários convencionais. Genesis Mining foi lançada em fevereiro de 2014. 

## Serviços
Seus serviços permitem aos clientes comprar contratos de mineração, que lhes permitam extrair Bitcoin e altcoin através de uma rede de computadores baseada em nuvem.  As suas fazendas mineiras são baseados na Islândia, Canadá e Bósnia. 
Genesis Mining oferece mineração Scrypt e sha256. Moedas que podem ser minadas (direta ou indiretamente pela auto-conversão) incluem:
- Bitcoin
- Litecoin
- Dash
- Dogecoin
- Monero